# Modesto Denis
Modesto Denis (1901. március 9. – 1956. április 30.) paraguayi válogatott labdarúgókapus.
A paraguayi válogatott tagjaként részt vett az 1930-as világbajnokságon, ahol az amerikai válogatott ellen 3-0-ra elveszített meccsen védett, valamint öt Copa Américán.

## Sikerei
- Paraguayi bajnok: 1924, 1926

### Válogatott
- Copa América-bronzérmes: 1924

## Külső hivatkozások
- Modesto Denis a FIFA.com honlapján Archiválva 2015. február 4-i dátummal a Wayback Machine-ben
- https://www.national-football-teams.com/player/63092/Modesto_Denis.html Adatlapja a National Football Teams oldalán
- Before The 'D'...Association Football around the world, 1863-1937.: Modesto Denis (gottfriedfuchs.blogspot.com)

1. ↑  http://footballfacts.ru/players/1970267-denis-modesto